# Бродяга (фильм, 1992)
«Бродяга» (англ. The Vagrant) — французско-американский фильм ужасов режиссёра Криса Уоласа, триллер.

## Сюжет
Грэхэм Краковски — преуспевающий бизнесмен. Его дела идут в гору, и он решает купить новый большой дом. Такой дом находит и предлагает ему сексуально озабоченная дама Джуди Дэнсиг — несколько сумасшедший агент по недвижимости. Грэхэм охотно покупает дом, но не всё так просто.
Оказывается в этом доме раньше жил грязный лохматый старик — бродяга. Раз за разом старик проникает в дом нового хозяина и мешает ему жить. Он омрачает жизнь бизнесмена, и тот решает призвать на помощь полицию. Но это не помогает, а даже вредит.
Через некоторое время в районе дома происходят странные убийства, в которых полиция в лице лейтенанта Ральфа Барфусса обвиняет нового жильца — бизнесмена Грэхэма Краковски. Грэхэма начинают мучить кошмары — ему кажется, что он сам совершает убийства. На суде бизнесмену удаётся оправдаться и он решает бросить свою работу и покинуть новый дом — уехать в какое-нибудь тихое место, туда где нет этого ужасного старика. Но бродяга продолжает преследовать Грэхэма, и бывший бизнесмен решает покончить с преследователем.

## В ролях
- Билл Пэкстон — Грэхэм Краковски
- Майкл Айронсайд — лейтенант Ральф Барфусс
- Маршалл Белл — бродяга
- Митци Каптуре — Эди Робертс
- Колин Камп — Джуди Дэнсиг
- Патрика Дарбо — Доатти
- Марк Макклюр — Чак